# Naomi (James Bond)
Naomi è un personaggio del film di James Bond Agente 007 - La spia che mi amava (1977). È una Bond girl e un henchman (tirapiedi) del villain Karl Stromberg, antagonista del protagonista James Bond. È interpretata da Caroline Munro.

## Caratteristiche
Naomi è un personaggio molto marginale, non è la Bond girl principale, che è invece Anya Amasova. Lavora per il megalomane miliardario Karl Stromberg, ed è una donna coi capelli bruna, formosa e molto provocante. Il suo flirt con Bond rende molto gelosa Anya.

## Film
Il suo primo incontro con Bond avviene quando lei lo porta da Stromberg, che aveva invitato l'agente.
Non molto tempo dopo, Bond è in macchina con Anya, e viene inseguito da diversi tirapiedi di Stromberg, fra cui proprio Naomi, che pilota un elicottero con il quale mitraglia i due agenti. Bond finisce in acqua con la macchina, che si trasforma in un sottomarino, col quale spara un missile che finisce dritto contro l'elicottero, che esplode.

## Curiosità
Naomi viene considerata come la prima Bond girl in assoluto ad essere uccisa in modo diretto da James Bond.